# Trinny Woodall

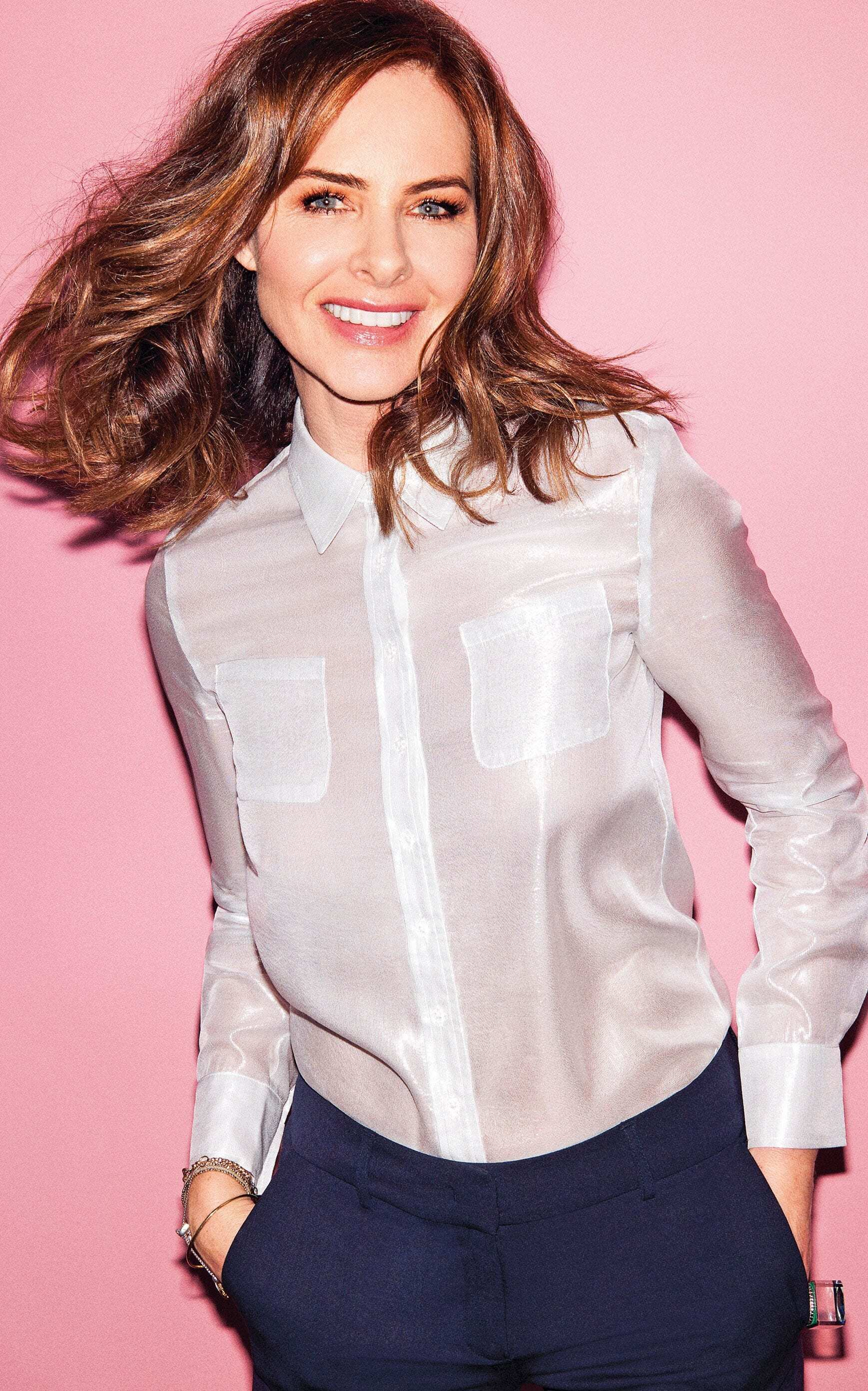
Trinny Woodall (2017)

Trinny Woodall, właśc. Sarah-Jane Woodall (ur. 8 lutego 1964 w Londynie) – brytyjska prezenterka telewizyjna, dziennikarka, autorka.

## Życiorys
Jej prawdziwe imię to Sarah-Jane, Trinny to jej przezwisko szkolne. Początkowo pracowała jako finansistka i specjalista marketingu, potem zaangażowała się w przemysł mody. Ma męża i dwoje dzieci: córkę Lylę i przybranego syna Zaka.
Wraz z Susannah Constantine jest autorką brytyjskich programów telewizyjnych o modzie nadawanych m.in. w TVN Style, TVP2 i Ósemka TV: Jak się nie ubierać, Trinny & Susannah rozbierają, Trinny & Susannah ubierają Belgię, Trinny & Susannah ubierają Polskę, Poradnia małżeńska Trinny i Susanny, Trinny & Susannah ubierają Amerykę oraz Trinny i Susannah ubierają Norwegię.